# غريغ هاثورن
غريغ هاثورن (بالإنجليزية: Greg Hawthorne)‏ هو لاعب كرة قدم أمريكية أمريكي، ولد في 5 سبتمبر 1956 في فورت وورث في الولايات المتحدة.

## وصلات خارجية
- غريغ هاثورن على موقع مرجع كرة القدم المحترفة.كوم (الإنجليزية)